# Paul Férat
Pour les articles homonymes, voir Férat.
Paul Ernest Férat, né à Amiens le 12 février 1837 et mort à Trilport le 2 juin 1919, est un facteur d'orgues français.

## Biographie
Paul Férat a été l'élève de Charles Spackmann Barker et a travaillé pour lui comme contremaître. Lorsque Barker quitte la France en 1870 en raison des troubles liés à la défaite, il confie à Paul Férat l'entretien de l'orgue qu'il a construit (1868) pour l'église Saint-Augustin de Paris, orgue qui présente une innovation importante : l'usage de l'électricité comme mode de transmission. En 1876-1877, Férat perfectionne l'installation électrique ; en 1889, l'entretien est repris par l'entreprise Cavaillé-Coll.
Il s'installe à son compte vers 1872, rue de Vaugirard à Paris.
En 1893, il épouse Louise Marie Augustine Messan-Schmelz, il demeure alors au 20, rue d'Alleray. En 1906, il est recensé à Trilport avec son épouse, celle-ci comme professeure de langues étrangères.
En 1911, on retrouve le couple (toujours en activité professionnelle) à Vanves, demeurant villa Beauséjour.
Il meurt à Trilport le 2 juin 1919, âgé de 82 ans.

## Œuvres
- Orgue de l'église Saint-Jean-Baptiste de Lapalisse (1879). Subsiste. Classé monument historique en 1981.
- Orgue de l'église Sainte-Croix de Gannat (1880). Subsiste. Classé monument historique en 1973.
- Orgue de l'église Saint-Martin de Romilly-sur-Seine (1883). Subsiste. Classé monument historique en 1982.
- Restauration de l'orgue Daublaine-Ducroquet de l'église de Bourbon-l'Archambault et installation dans l'église d'Avermes (1878-1879)[7].
- Orgue de la chapelle Ste Claire du Séminaire Français, à Rome. Électrifié et remanié par Tamburini en 1941[8].